# Nicoletta
Nicoletta  è un nome proprio di persona italiano femminile.

## Varianti
- Femminili: Nicolina[1]
  - Ipocoristici: Nica, Nicla, Coletta[2], Lina[1]
- Maschili: Nicola

### Varianti in altre lingue
- Albanese: Nikolete, Nikoleta
- Basco: Nikole[1]
- Bulgaro: Николина (Nikolina)[1], Николета (Nikoleta)
- Ceco: Nikol[1], Nicol[1], Nicole[1], Nicola[3], Nikola[1]
- Croato: Nika[1]
  - Alterati: Nikolina[1]
- Francese: Nicole[1]
  - Alterati: Nicolette[1], Nicoline[1]
  - Ipocoristici: Coline[1], Colette[1]
- Greco moderno: Νικολέτα (Nikoleta)[1]
  - Ipocoristici: Νίκη (Nikī)
- Inglese: Nicole[1], Nichole[1], Nikole[1], Nikkole[1], Nicolle, Nicola[3]
  - Alterati: Nicolette
  - Ipocoristici: Nicki, Nikki[1], Nicky[1], Nic, Cole, Colette,
- Macedone: Николина (Nikolina)[1]
- Olandese: Nicole[1]
  - Alterati: Nicolet[1], Nicoline[1]
  - Ipocoristici: Klasina[4], Klazina[4]
- Polacco: Nikola[1]
  - Alterati: Nikolina, Nikoleta
- Rumeno:  Nicoleta[1]
- Serbo: Николина (Nikolina)[1], Николета (Nikoleta)
- Slovacco: Nikola[1]
- Sloveno: Nika[1]
- Spagnolo: Nicolasa[1], Nicolà
- Svedese: Nicole
- Tedesco: Nicola[3], Nicole[1]
- Ungherese: Nikolett[1]

## Origine e diffusione
Rappresenta la variante femminile del nome Nicola, che deriva dal greco antico Νικόλαος (Nikòlaos), tratto da νικη (nikê, "vittoria") e λαος (laos, "popolo"), quindi "che porta il popolo alla vittoria", "vittoria del popolo", "vittoriosa sul popolo" o altre interpretazioni simili.
Va notato che Nicoletta e tutte le sue varianti italiane sono propriamente diminutivi femminili di Nicola, e non vere e proprie forme femminili, di cui il nome è sprovvisto in lingua italiana; questa caratteristica è condivisa anche da altre lingue, come il bulgaro, lo slovacco e il greco, laddove invece altre lingue hanno una forma femminile vera e propria, come Nicole, Nikola o anche Nicola.
In inglese, la forma Nicole, di origine francese, cominciò ad essere usata dalla metà del XX secolo, ed è comune anche la forma Nicola, eccetto negli Stati Uniti dove la prima grafia è molto prevalente; negli ultimi anni questo uso si è diffuso anche in Italia, e "Nicole" risulta il 14º nome più scelto per le neonate nel 2016 (con 2.815 occorrenze, di gran lunga maggiori delle 64 "Nicoletta" nate lo stesso anno).

## Onomastico
L'onomastico si festeggia il 6 marzo in ricordo di santa Coletta di Corbie, fondatrice dell'Ordine delle Clarisse Colettine, oppure in corrispondenza dell'onomastico maschile - quindi generalmente il 6 dicembre, memoria di san Nicola di Bari.

## Persone

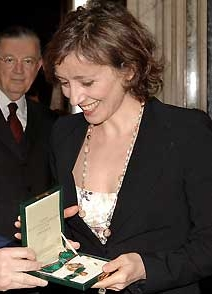
Nicoletta Braschi

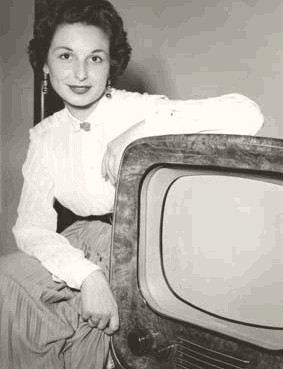
Nicoletta Orsomando

- Nicoletta Bauce, cantautrice italiana
- Nicoletta Braschi, attrice italiana
- Nicoletta Caselin, cestista italiana
- Nicoletta Costa, scrittrice, disegnatrice e cartoonist italiana
- Nicoletta di Châtillon, nobile francese
- Nicoletta di Lorena, nobile francese
- Nicoletta Elmi, attrice italiana
- Nicoletta Machiavelli, attrice italiana
- Nicoletta Orsomando, annunciatrice televisiva e personaggio televisivo italiana
- Nicoletta Pasquale, poetessa italiana
- Nicoletta Romanoff, attrice italiana
- Nicoletta Spagnoli, imprenditrice italiana
- Nicoletta Strambelli, vero nome di Patty Pravo, cantante italiana

### Variante Nicole

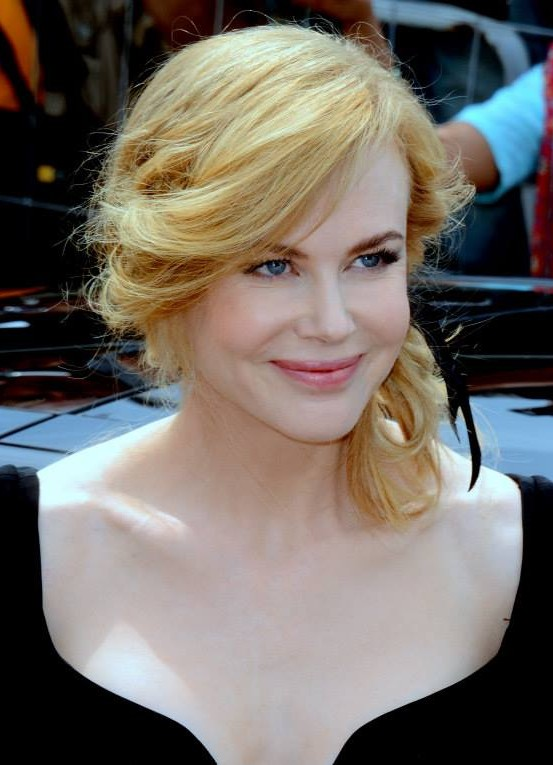
Nicole Kidman

- Nicole Cooke, ciclista su strada britannica
- Nicole de Boer, attrice canadese
- Nicole Eggert, attrice statunitense
- Nicole Gius, sciatrice alpina italiana
- Nicole Grimaudo, attrice italiana
- Nicole Hohloch, cantante tedesca
- Nicole Hosp, sciatrice alpina austriaca
- Nicole Kidman, attrice e produttrice cinematografica australiana
- Nicole Richie, attrice, stilista, scrittrice e cantante statunitense
- Nicole Scherzinger, cantante, attrice e ballerina statunitense
- Anna Nicole Smith,  modella e attrice statunitense
- Nicole Vaidišová, tennista ceca

### Variante Colette
- Colette, scrittrice francese

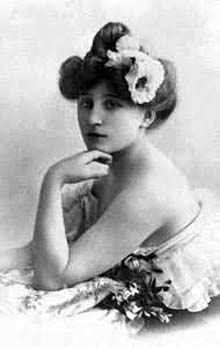
Colette

- Colette Audry, drammaturga, scrittrice, sceneggiatrice e dialoghista francese
- Colette Besson, atleta francese
- Colette Marchand, attrice, ballerina e coreografa francese
- Colette Rosambert, tennista francese
- Colette Rosselli, scrittrice, illustratrice e pittrice italiana

### Altre varianti

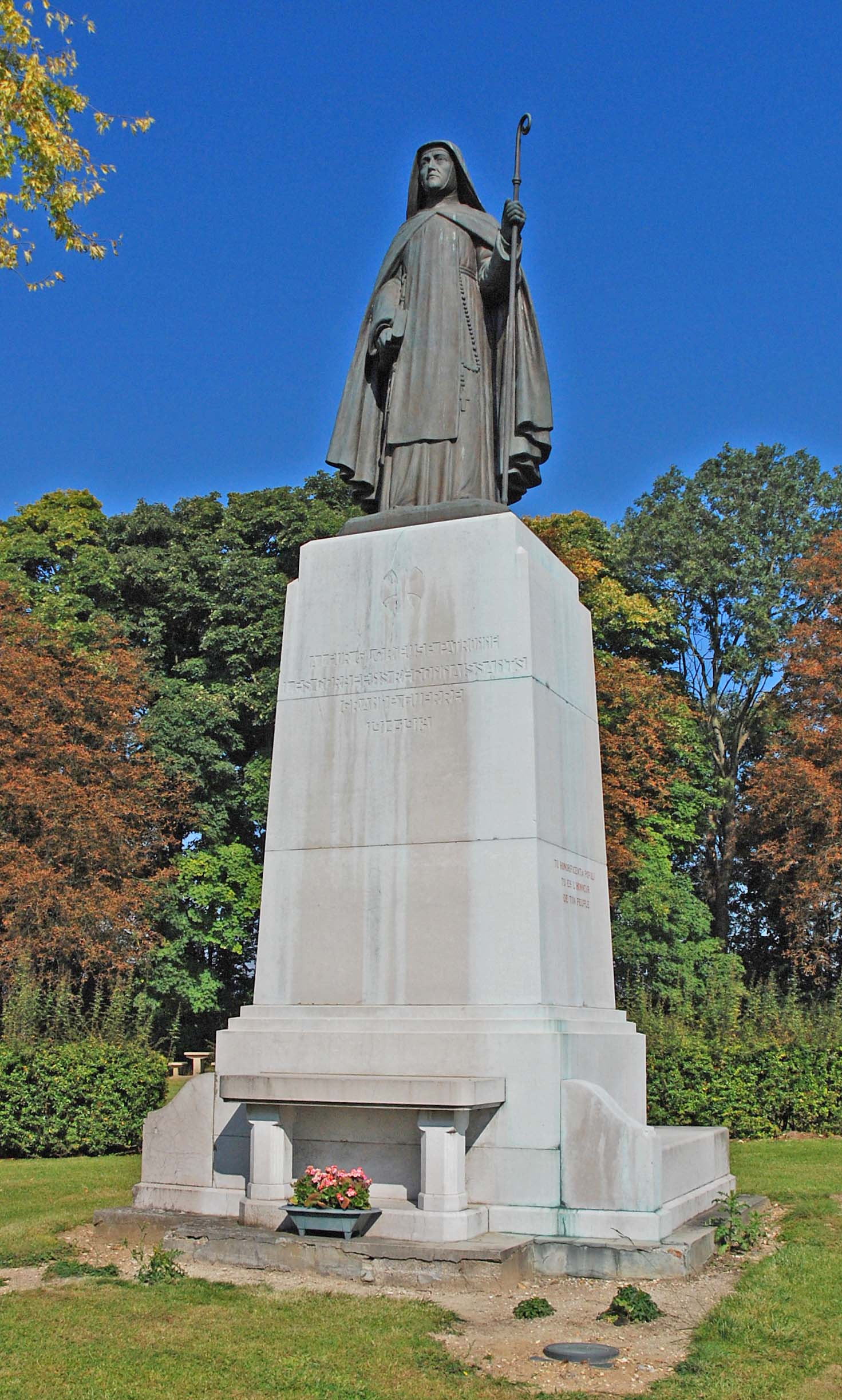
Coletta di Corbie

- Nicoline Artursson, modella svedese
- Coletta di Corbie, religiosa e santa francese
- Nicol Delago, sciatrice alpina italiana
- Nikolina Grabovac, cestista croata
- Nicoleta Grasu, atleta rumena
- Nika Fleiss, sciatrice alpina croata
- Nika Futterman, doppiatrice statunitense
- Nikoléta Kiriakopoúlou, atleta greca
- Nikolina Lončar, modella montenegrina
- Coline Mattel, saltatrice con gli sci francese
- Nicki Minaj, rapper trinidadiana naturalizzata statunitense
- Nikole Mitchell, atleta giamaicana
- Nicolina Papetti, attrice italiana
- Coline Serreau, regista, sceneggiatrice e attrice francese
- Nicollette Sheridan, attrice britannica
- Nicoleta Daniela Șofronie, ginnasta rumena
- Nikoleta Stefanova, tennistavolista bulgara naturalizzata italiana
- Nicolette Teo, nuotatrice singaporiana
- Nichole Van Croft, modella e attrice statunitense
- Nicla Vassallo, filosofa italiana
- Nikki Reed, attrice, sceneggiatrice, cantante e produttrice esecutiva statunitense
- Nikolina Konstantinova Dobreva, attrice e modella bulgara naturalizzata canadese

## Il nome nelle arti
- Nikola Vollendorf è la protagonista della serie televisiva Nikola .
- Niki Sanders è un personaggio della serie televisiva Heroes.
- Luca-Spirito Gillenormand, personaggio minore del romanzo I miserabili di Victor Hugo, aveva una strana particolarità: «Quanto alle fantesche per lui si chiamavano tutte Nicolette». (Victor Hugo, I Miserabili, Rusconi, p. 533).
- Nicoletta è il titolo di due diverse strisce di fumetti per ragazzi, una di Grazia Nidasio, pubblicata sul Corriere dei piccoli e l'altra di Claudio Nizzi e Clod, pubblicata sul Giornalino (vedi Nicoletta).
- Colette Tatou è la deuteragonista del film Ratatouille.
- Nicole Watterson è un personaggio del cartone animato Lo straordinario mondo di Gumball.